# Cladosporium subsessile
Cladosporium subsessile är en svampart som beskrevs av Ellis & Barthol. 1896. Cladosporium subsessile ingår i släktet Cladosporium och familjen Davidiellaceae.   Inga underarter finns listade i Catalogue of Life.